# 遊楽部川
遊楽部川（ゆうらっぷがわ）は、北海道渡島総合振興局管内を流れ噴火湾に注ぐ二級河川。遊楽部川水系の本流である。

## 地理
北海道渡島総合振興局二海郡八雲町にある遊楽部岳で源を発し、八雲付近の河口で噴火湾に注ぐ。
毎年秋には10万匹の鮭が遡上し、自然産卵する残された少ない川となっている。さらに、冬には天然記念物のオオワシ・オジロワシが数多く飛来し、優雅な姿を観ることができる。
本河川で特筆すべきなのは、河川延長が29km程度にもかかわらず流域面積が350km2以上もあり、釧路総合振興局内を流れ河川延長で2.5倍もある71kmの茶路川に匹敵する流域面積を誇る事である。
同時に渡島総合振興局内で最大の流域面積（最大河川）でもある。

## 河川名の由来
アイヌ語でユ・ラン・ペツ（温泉から下る川）またはユー・ラプ（温泉が下る川）に由来すると言われている。

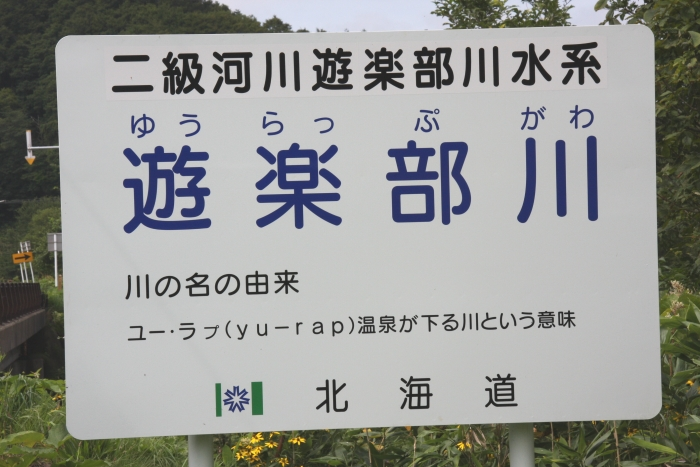
清流建石橋にある遊楽部川の河川標識

## 流域の自治体
北海道
渡島総合振興局八雲町

## 支流
括弧内は流域の自治体
- キソンペタヌ川（八雲町）
- セイヨウベツ川（八雲町）
- トワルベツ川（八雲町）
  - 　サックルベツ川（八雲町）
- 大関川（八雲町）
- ペンケルペシュベ川（八雲町）
- 鉛川（八雲町）
- 音名川（八雲町）
- 砂蘭部川（八雲町）

## 主な橋梁
- 上遊楽橋
- セイヨウベツ橋 - 北海道道42号八雲北檜山線
- 建岩橋
- 清流建岩橋 - 国道277号
- 遊楽部川橋りょう[4] - 北海道新幹線（建設中）
- 遊楽部川橋 - 道央自動車道
- 立栄橋
- 遊楽部川橋梁 - JR函館本線
- 遊楽部橋
- 八雲大橋 - 国道5号